# Metim LeRega
 (juillet 2023).
La mise en forme du texte ne suit pas les recommandations de Wikipédia : il faut le « wikifier ».
Les points d'amélioration suivants sont les cas les plus fréquents :
- Les titres sont pré-formatés par le logiciel. Ils ne sont ni en capitales, ni en gras.
- Le texte ne doit pas être écrit en capitales (les noms de famille non plus), ni en gras, ni en italique, ni en « petit »…
- Le gras n'est utilisé que pour surligner le titre de l'article dans l'introduction, une seule fois.
- L'italique est rarement utilisé : mots en langue étrangère, titres d'œuvres, noms de bateaux, etc.
- Les citations ne sont pas en italique mais en corps de texte normal. Elles sont entourées par des guillemets français : « et ».
- Les listes à puces sont à éviter, des paragraphes rédigés étant largement préférés. Les tableaux sont à réserver à la présentation de données structurées (résultats, etc.).
- Les appels de note de bas de page (petits chiffres en exposant, introduits par l'outil «  Source ») sont à placer entre la fin de phrase et le point final[comme ça].
- Les liens internes (vers d'autres articles de Wikipédia) sont à choisir avec parcimonie. Créez des liens vers des articles approfondissant le sujet. Les termes génériques sans rapport avec le sujet sont à éviter, ainsi que les répétitions de liens vers un même terme.
- Les liens externes sont à placer uniquement dans une section « Liens externes », à la fin de l'article. Ces liens sont à choisir avec parcimonie suivant les règles définies. Si un lien sert de source à l'article, son insertion dans le texte est à faire par les notes de bas de page.
- La présentation des références doit suivre les conventions bibliographiques. Il est recommandé d'utiliser les modèles {{Ouvrage}}, {{Chapitre}}, {{Article}}, {{Lien web}} et/ou {{Bibliographie}}. Le mode d'édition visuel peut mettre en forme automatiquement les références.
- Insérer une infobox (cadre d'informations à droite) n'est pas obligatoire pour parachever la mise en page.

Pour une aide détaillée, merci de consulter Aide:Wikification.
Si vous pensez que ces points ont été résolus, vous pouvez retirer ce bandeau et améliorer la mise en forme d'un autre article.
Metim LeRega (en hébreu : מתים לרגע)  est une série télévisée israélienne créée par Gal Zaid (he) et diffusée entre le 9 juillet et le 17 septembre 2014 sur HOT3 (en)

## Fiche technique
- Titre : Metim LeRega (מתים לרגע)
- Création : Gal Zaid (he)
- Producteurs exécutifs :
- Dates de diffusion : du 9 juillet 2014 au 17 septembre 2014

## Distribution
- Agam Rudberg (he)[Qui ?] : Dana
- Dana Riskin : Dror
- Ofer Shechter (he) : Yael
- Dror Angel : Slva
- Avigail Harari (he) : Yael Abutbul
- Yael Abutbul : Asma Al-Halil
- Adi Kvetner (he) : Slava Zvirin
- Slava Zvirin : Prof. Landeau
- Maisa Abd Elhadi : Asma Al-Halil
- Yuval Segal : Prof. Landeau
- Irit Kaplan : Aliza

## Épisodes
- Hello Prof. Landau, We are ready for the experiment
- Ready to sign up for the experiment?
- I've seen my death
- Do you seduce tender boys often?
- You want me
- No one can`t turn me down
- No forgiveness for betrayel
- Bad girl from good house